# Meistaraflokkur (1942)
Sezon 1942 był 31. sezonem o mistrzostwo Islandii. Drużyna KR nie obroniła tytułu mistrzowskiego, zdobyła go natomiast drużyna Valur, zdobywając w czterech meczach sześć punktów i pokonując w play-offach zespół Fram. Ze względu na brak systemu ligowego żaden zespół nie spadł ani nie awansował po sezonie.

## Drużyny
Po sezonie 1941 do pięciu drużyn dołączył zespół ÍB Vestmannaeyja, zrezygnował natomiast zespół KA Akureyri, w wyniku czego w sezonie 1942 w rozgrywkach Meistaraflokkur ponownie wzięło udział pięć zespołów.
| Uczestnicy poprzedniej edycji                                                                                 | Uczestnicy poprzedniej edycji | Uczestnicy poprzedniej edycji | Uczestnicy poprzedniej edycji |
| --- | ----------------------------- | ----------------------------- | ----------------------------- |
| KRE | KR                            | 1                             |                               |
| VAL | Valur                         | 2                             |                               |
| VÍR | Víkingur Reykjavík            | 3                             |                               |
| FRA | Fram                          | 4                             |                               |
| Dołączenie w sezonie 1942                                                                                     |                               |                               |                               |
| ÍBV | ÍB Vestmannaeyja              |                               |                               |
| Oznaczenia: - kolumna pierwsza – skróty nazw drużyn, - kolumna trzecia – miejsce zajęte w poprzednim sezonie. |                               |                               |                               |

## Tabela
| Lp. | Drużyna            | M | Z | R | P | Bramki | Bramki | Różn. | Pkt | Uwagi               |
| --- | ------------------ | - | - | - | - | ------ | ------ | ----- | --- | ------------------- |
| 1   | Valur (M)          | 4 | 3 | 0 | 1 | 12     | 5      | +7    | 6   | baraż o mistrzostwo |
| 1   | Fram               | 4 | 3 | 0 | 1 | 7      | 7      | 0     | 6   | baraż o mistrzostwo |
| 3   | KR                 | 4 | 2 | 0 | 2 | 7      | 6      | +1    | 4   |                     |
| 4   | Víkingur Reykjavík | 4 | 1 | 0 | 3 | 3      | 6      | −3    | 2   |                     |
| 4   | ÍB Vestmannaeyja   | 4 | 1 | 0 | 3 | 4      | 9      | −5    | 2   |                     |

## Wyniki
| Gospodarz \ Gość   | FRA | ÍBV | KRE | VAL | VÍR |
| Fram               |     |     | 2:1 |     | 3:0 |
| ÍB Vestmannaeyja   | 0:2 |     |     |     | 2:1 |
| KR                 |     | 2:1 |     | 4:1 |     |
| Valur              | 6:0 | 4:1 |     |     |     |
| Víkingur Reykjavík |     |     | 2:0 | 0:1 |     |

Źródło: Knattspyrnusamband Íslands (isl.)
Objaśnienia:
1Drużyna gospodarzy jest wymieniona po lewej stronie tabeli.
Kolory: zielony – zwycięstwo gospodarzy, żółty – remis, różowy – zwycięstwo gości.

## Baraż o mistrzostwo
Ze względu na równą liczbę punktów po fazie ligowej, zespoły Valur i Fram rozegrały pomiędzy sobą dwumecz o tytuł mistrzowski. W dwumeczu 1:0 zwyciężył pierwszy z wymienionych zespołów.
| Drużyna 1                            | Wynik dwumeczu | Drużyna 2 | Pierwszy mecz | Drugi mecz |
| ------------------------------------ | -------------- | --------- | ------------- | ---------- |
| Valur                                | 1:0            | Fram      | 0:0           | 1:0        |
| Po lewej gospodarz pierwszego meczu. |                |           |               |            |